# 車文龍
車文龍（？—？），雲南昆明縣人。清初政治人物，书法家。康熙九年（1670年）庚戌科三甲第15名進士。三藩之亂起，追隨吳三桂。吳周政權成立，任吏部主官。书法宗二王。